# いきなりBAN・BANのっTV
『いきなりBAN・BANのっTV』（1988年4月16日 - 1991年3月30日）は 福島中央テレビで放送された夕方の若者向け情報番組。

## 概要
福島中央テレビの自社制作・企画番組で、土曜17:10 - 18:00(JST)からの生放送だった（17:00からの10分間は『読売新聞ニュース』を編成）。土曜朝に放送していた音楽番組『ポップスQ』を発展させる形で高校生を中心に若者をターゲットとし丸三年間放送された。
男性MCにロックバンドストリート・ダンサーの粋成浩児・アミーゴ中村・三浦貝願の3人が抜擢され(及出安はスケジュールの都合で不参加)、女性MCには『ポップスQ』のMCだった菅野浩子、中継に河辺美佳を加え1年目は5人でスタート。
部活に励みがんばっている高校生の姿を映しだそうと毎週県内の高校を取材した「飛び出せ‼︎ヒーロー&ヒロイン」のコーナーが人気を博した。放送されると視聴した生徒たちが学校で話題にした。
日本テレビの番組『天才・たけしの元気が出るテレビ!!』が生放送中、スタジオをジャックし高田純次とエンペラー吉田が出演した。この模様は司会のビートたけしが紹介し全国放送された。
1989年4月4日、アミーゴ中村がストリート・ダンサー脱退のため降板。
2年目を迎えた1989年4月、福島中央テレビの本社横にKスタジオが落成し、その後は同スタジオに場所を変えて視聴者参加型の公開生放送となった。MCは残りの4人がそのまま務めた（河辺がスタジオ出演に昇格）。
スタジオを離れて、スポンサーだったサンシティ郡山（現在のエスパル郡山）や福島スバルなど外からの生放送も頻繁に行われた。
歌のゲストに福山雅治が出演しミニライブを行ったことがある。
終了間際の1991年2月にはTMNスペシャルの番宣で小室哲哉がゲストとして出演したことがある。
準レギュラーでRadishとハロウィンパーティーが出演。
1991年4月から当時平日に放送されていた『NNNニュースプラス1ふくしま』の土曜版として『ニュースプラス1ふくしま土曜ワイド』を放送することになり、『のっTV』は1991年3月30日の放送をもって終了することになった。最終回は「卒業式」と題され、視聴者と共作した卒業の歌「想い出は宝石箱に」を出演者全員で大合唱して3年間の歴史にピリオドを打った。なお、ストリート・ダンサーは同日をもって解散している。終了後もしばらくは『ふくしま輸入博』や『24時間テレビ「愛は地球を救う」』（本番組放送当時も直前番組を差し替えて本番組のスペシャルを放送していた）などFCTが関わるイベントにてMCの4人が揃うことがあった。
週末に放送するローカル生ワイドのルーツ的番組で、土曜夕方の生番組としてはその後も『プラス1ふくしま土曜ワイド』を引き継いで『輝いて…土曜日』を放送。終了後は日本テレビ『TVおじゃマンボウ』の同時ネットを挟んで『ゴジてれ土曜版』が、さらに日曜に移動して『ゴジてれ×Sun!』を放送している。
なお、これらの番組編成のため日本テレビで当該時間帯に放送されていた『鶴ちゃんのプッツン5』『ヒューヒュー』はネットしていない。なお、『プッツン5』は1989年9月までは18:25までの放送だったが本番組は当初から18:00までの放送で、1989年9月まで18:00からの30分間は『お笑いマンガ道場』（中京テレビ制作）をネットしていた。
1991年、FCTのイメージアップに大きく貢献した理由で「平成2年度FCT大賞」をスタッフ一同が受賞。

## 出演
- MC
  - 粋成浩児
  - アミーゴ中村（1989年3月まで、卒業後も時折ゲスト出演していた。）
  - 三浦貝願
  - 菅野浩子
  - 河辺美佳

- 準レギュラー
  - Radish
  - ハロウィンパーティー

## 主なコーナー
飛び出せ‼︎ヒーロー&ヒロイン
福島県内高校の部活動を男性MCが取材。各部の成績は重視せず、部員たちと楽しく励む姿を紹介するコーナー。
Happy Birthday お歌のプレゼント
視聴者が応募したハガキを抽選し、その誕生日を祝い粋成浩児が生演奏しMC陣が歌うコーナー。
ゲストコーナー
ソロ、ユニット、バンドとあらゆる人気音楽ゲストを招きトーク&ライブ。
浩子のファッション
菅野浩子が流行ファッションを紹介するコーナー。
レジャースポーツコーナー
バイク、スキー、キャンプなどテーマを絞って取材するコーナー。
おじゃカメが行く
河辺美佳が生中継に出かけ話題のお店やスポットを紹介するコーナー。
貝様神社
視聴者が応募したハガキを抽選し、受験やテストに成功するように三浦貝願がお祈りするコーナー。
ザ・ビデオステーション
洋画など最新のビデオを紹介するコーナー。終了後は金曜深夜の単独番組として放送されていた。
卒業の歌 歌詞募集
視聴者から卒業をテーマに歌詞を募集、三浦貝願が補作詞し粋成浩児が作曲し、MC陣が歌唱。
『想い出づくり』

番組から生まれた楽曲を集めCD化。MCとゲスト出演者で構成する「のっTV ALL STARS」名義でリリース。